# Процик Петро Петрович
Петро Петрович Процик (1985—2024) — старший матрос збройних сил України, учасник російсько-української війни, посмертно нагороджений орденом «За Мужність» ІІІ ступеня

## Життєпис
Народився 4 квітня 1985 в місті Полтава. Закінчив загальноосвітню школу № 11. Навчався в Полтавській державній аграрній академії (нині — Полтавський державний аграрний університет), отримав спеціальність інженер-механік с/г промисловості.
Працював у філії «АТ Укргазвидобування» УГВ-Сервіс на посаді машиніста. З родиною проживав у селищі Опішня на Полтавщині.
В жовтні 2022 мобілізований до ЗСУ. Старший матрос. Брав участь у бойових завданнях та надскладних операціях в Чорному морі.

## Загибель
Загинув під час виконання бойового завдання, на острові Тендрівська коса Скадовського району на Херсонщині.
Похорон відбувся 7 березня 2024 на кладовищі селища Опішня. Залишилися дружина та двоє дітей. 17 травня 2024 помертно нагороджений орденом «За Мужність» ІІІ ступеня